# St. Ludgerus (Albachten)

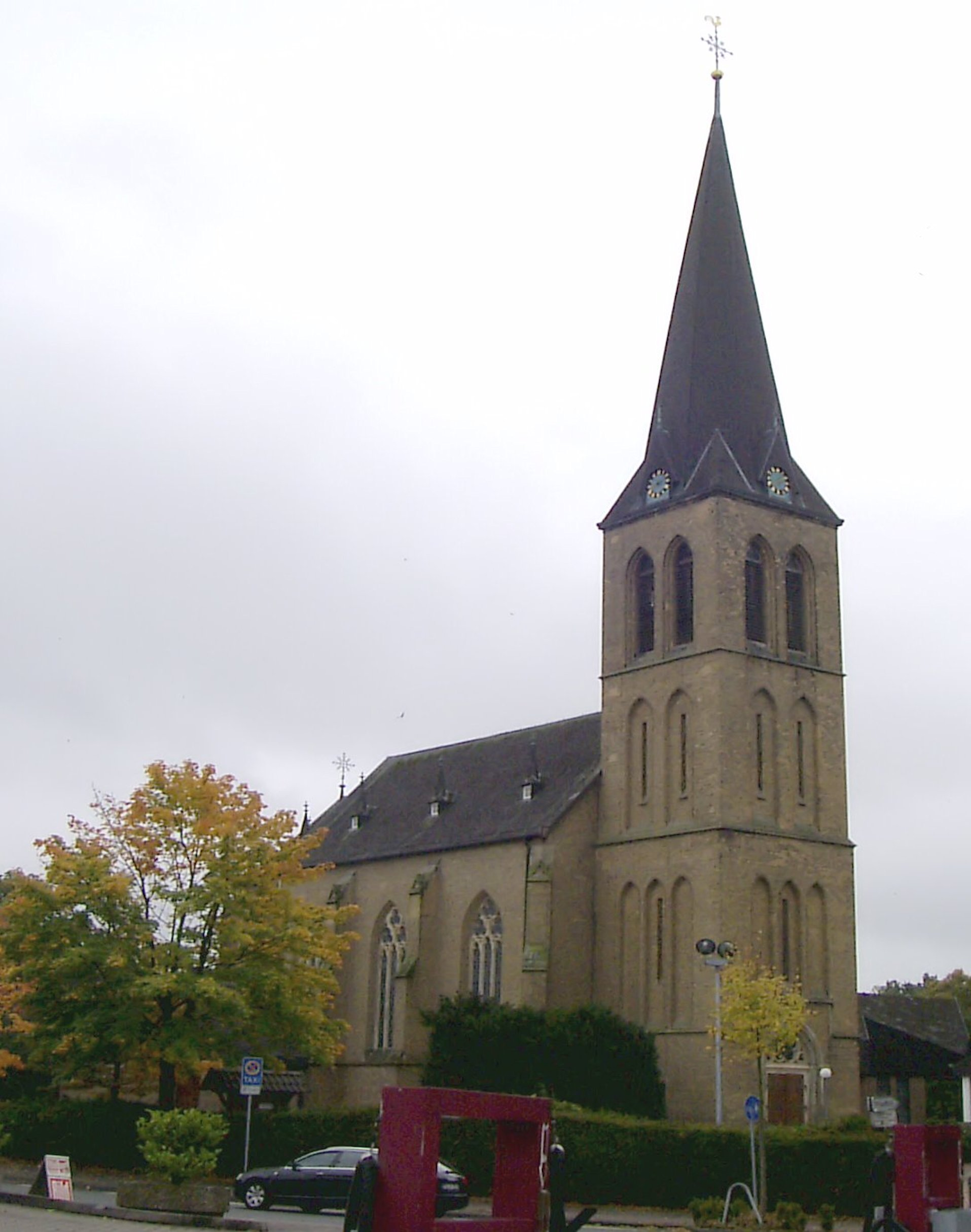
Außenansicht

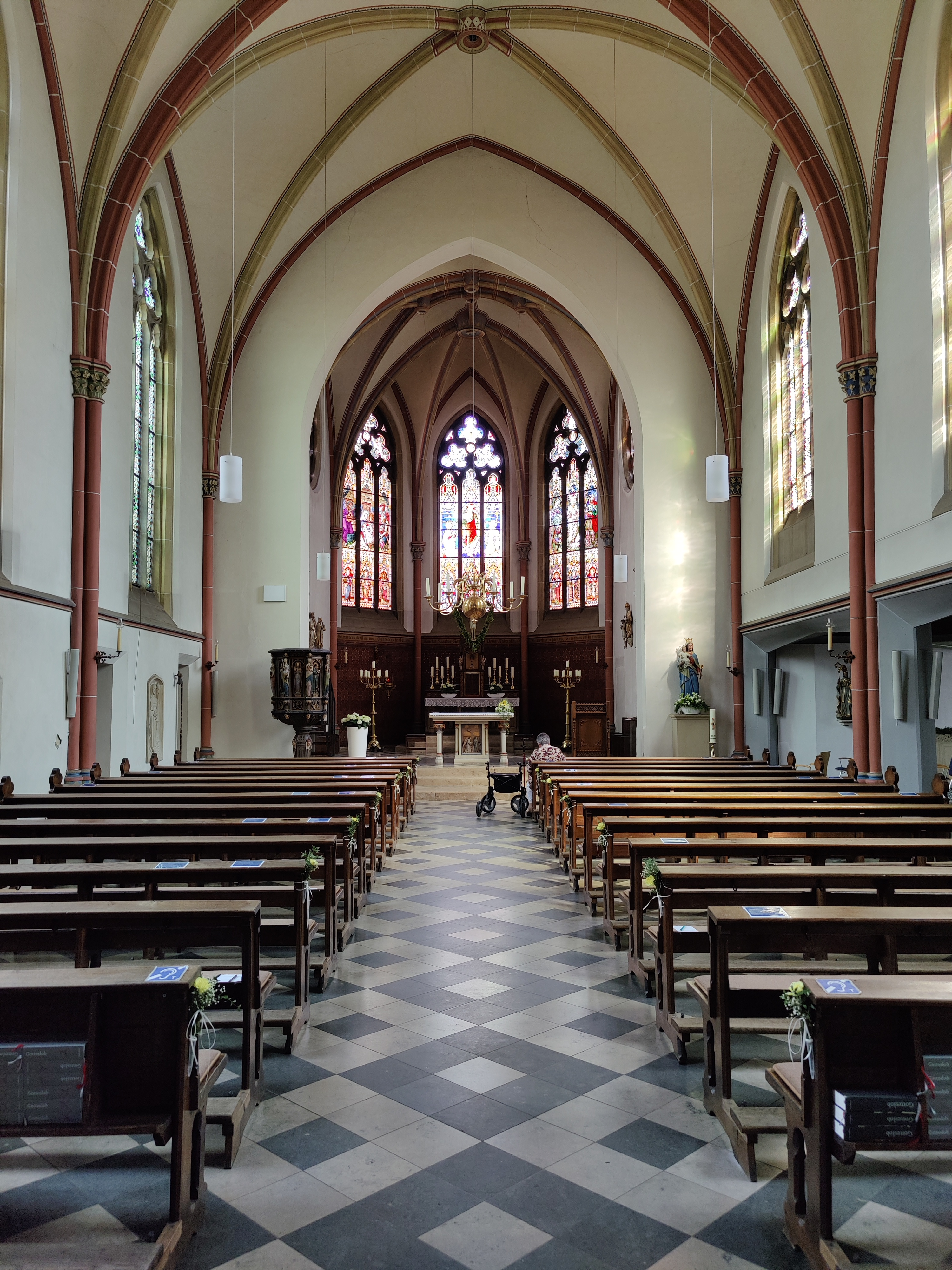
Innenraum

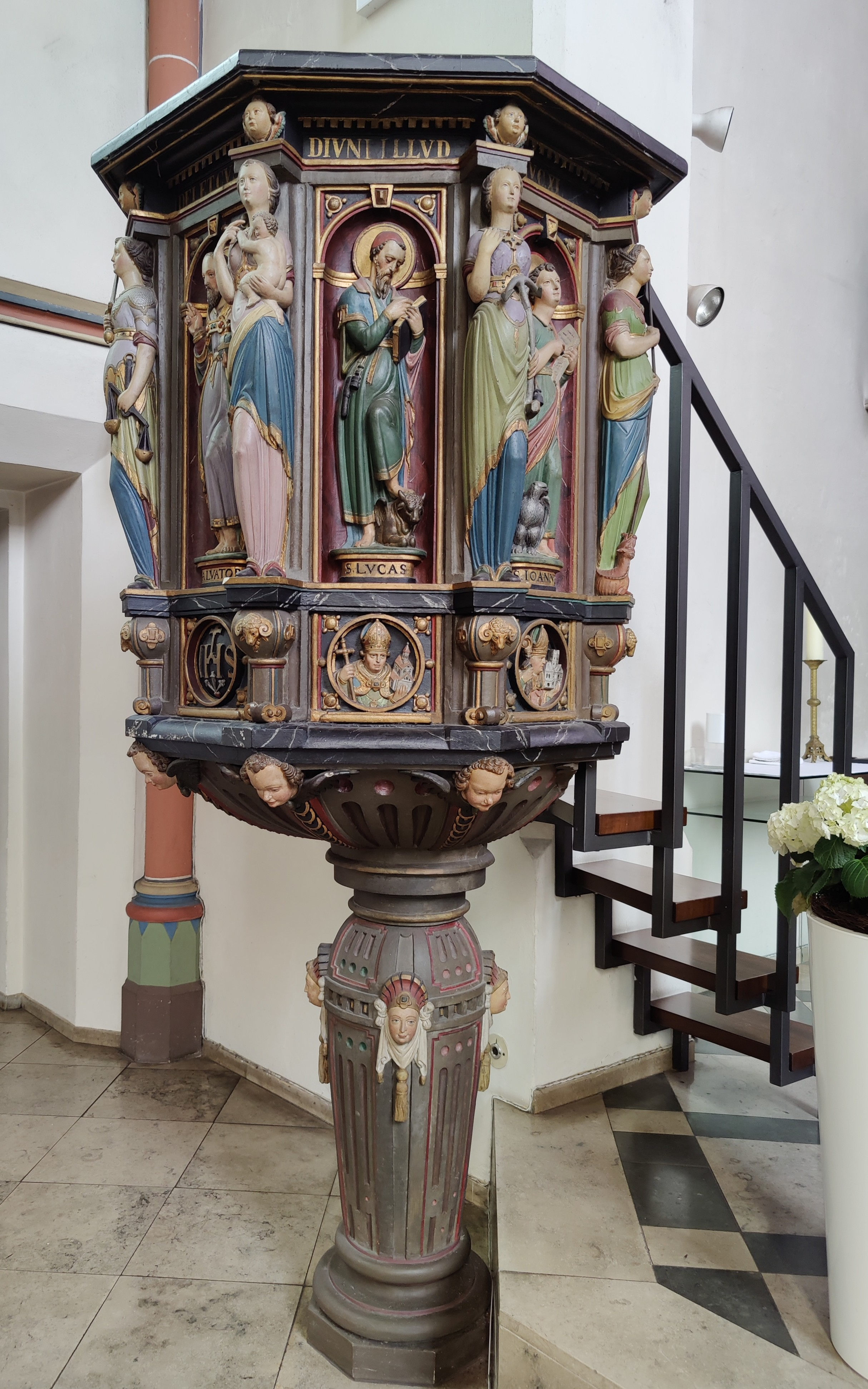
Kanzel

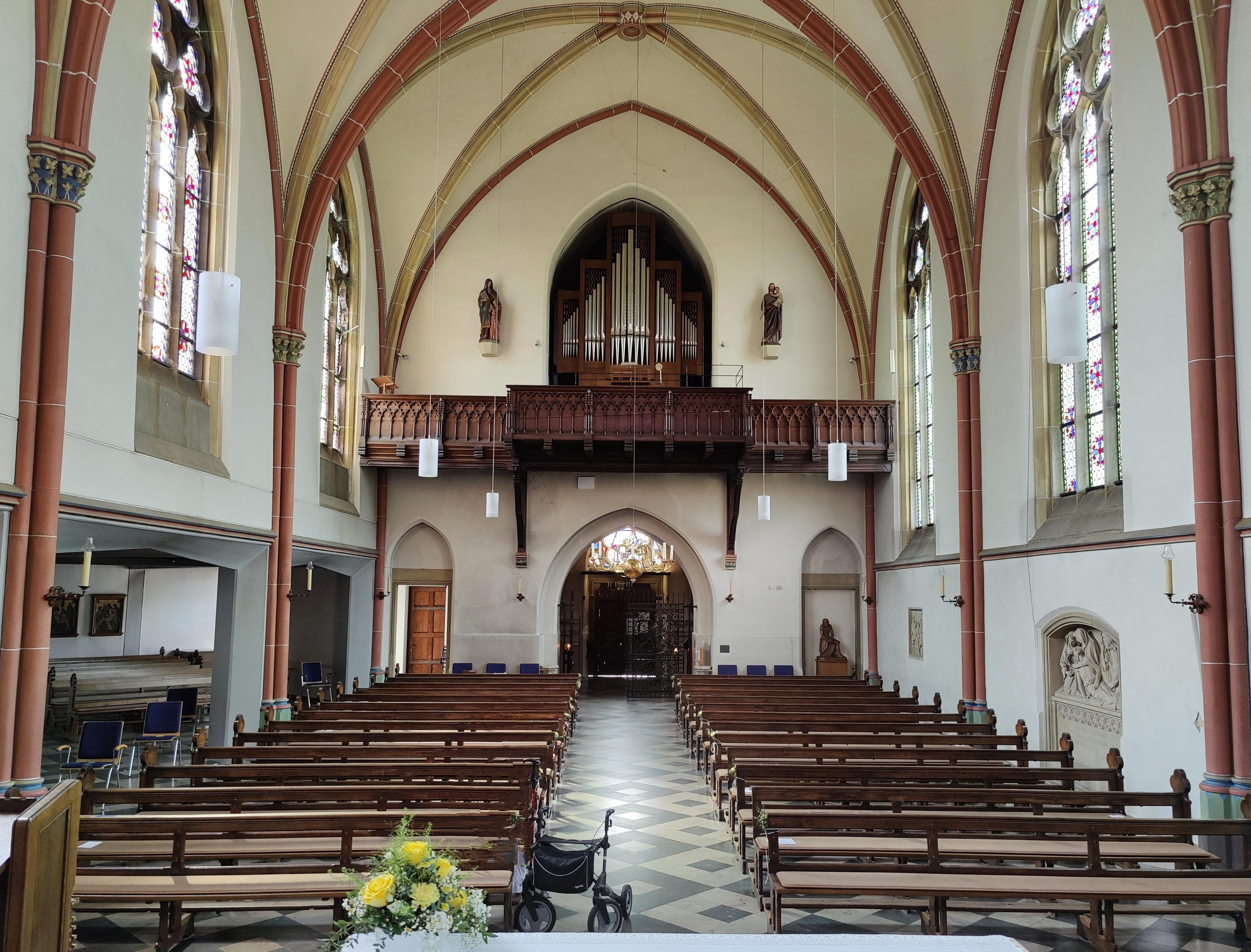
Innenraum mit Blick zur Orgel

Die katholische Kirche St. Ludgerus ist ein denkmalgeschütztes Kirchengebäude in Albachten, einem Stadtteil im südwestlichen Teil des Stadtbezirks West von Münster in Nordrhein-Westfalen. Die St.-Ludgerus-Kirche ist eine Filialkirche der katholischen Kirchengemeinde St. Liudger.

## Geschichte
Eine ursprüngliche bischöfliche Eigenkirche wurde in der ersten Hälfte des 11. Jahrhunderts gegründet. Das Kirchspiel wird urkundlich 1283 ersterwähnt.
Die im neugotischen Stil gebaute Saalkirche wurde 1884 nach Plänen von August Hanemann errichtet und 1977 bis 1978 erweitert.

## Ausstattung
- Spätromanischer Taufstein mit prächtigem Rankenfries von 1230 bis 1250
- Steinerne Spätrenaissancekanzel mit reichem Figurenschmuck von 1604. Geschaffen wurde sie von Johann Kroeß, sie war vermutlich um 1604 die erste Kanzel in der Petrikirche in Münster.
- Kruzifix aus Holz aus der ersten Hälfte des 13. Jahrhunderts; die Arme wurden später erneuert.
- Vesperbild aus Holz, erste Hälfte des 17. Jahrhunderts[2]
- drei Bronzeglocken: dis' (Feldmann & Marschel, Münster 1953), fis' (Blasius Hemony 1631), gis' (Feldmann & Marschel, Münster 1952)

## Orgel
Die Orgel wurde 1983 von der Orgelbaufirma Fleiter (Münster) erbaut. Das Schleifladeninstrument hat  19 Register (1326 Pfeifen) auf zwei Manualen und Pedal. Die Spieltrakturen sind mechanisch, die Registertrakturen elektrisch.
| I Hauptwerk C–g3 |                |       |
| 1.               | Prinzipal      | 8′    |
| 2.               | Gemshorn       | 8′    |
| 3.               | Oktave         | 4′    |
| 4.               | Rohrflöte      | 4′    |
| 5.               | Sesquialter II | 2 ⁄3′ |
| 6.               | Flageolett     | 2′    |
| 7.               | Mixtur IV      | 1 ⁄3′ |
| 8.               | Trompete       | 8′    |
|                  | Tremulant      |       |

| II Schwellwerk C–g3 |             |       |
| 9.                  | Gedackt     | 8′    |
| 10.                 | Harfpfeife  | 8′    |
| 11.                 | Koppelflöte | 4′    |
| 12.                 | Prinzipal   | 2′    |
| 13.                 | Larigot     | 1 ⁄3′ |
| 14.                 | Scharff III | 1′    |
| 15.                 | Cromorne    | 8′    |
|                     | Tremulant   |       |

| Pedal C–f1 |            |     |
| 16.        | Subbass    | 16′ |
| 17.        | Flûtebass  | 8′  |
| 18.        | Piffaro II | 4′  |
| 19.        | Fagott     | 16′ |

- Koppeln: II/I, I/P, II/P
- Spielhilfen: zwei freie Kombinationen, eine Pedalumschaltung, Plenovorrichtung, Zungenabsteller